# Кэмпбелл колледж
Кэмпбелл колледж (англ. Campbell College) — частная школа в Белфасте, Северная Ирландия, Великобритания. В школе обучаются мальчики в возрасте 11-18 лет. Цвета колледжа: чёрный, белый и зелёный.
Колледж является одним из восьми образовательных учреждений Северной Ирландии, представленных в Headmasters' and Headmistresses' Conference, а также является членом британского Совета независимых школ — некоммерческой организации, в которую входят 1200 образовательных учреждений Великобритании.
Колледж занимает территорию в 100 акров (0,40 км²) в восточном Белфасте, неподалёку от комплекса зданий парламента Северной Ирландии в Стормонте. На территории колледжа расположен студенческий кампус, а также небольшое озеро и лес под названием Netherleigh. Колледж является старейшим в Северной Ирландии учебным заведением типа Combined Cadet Force (спонсируемых министерством обороны Великобритании), в котором обучаются более 400 курсантов.

## История
Колледж был основан в 1894 году на средства, завещанные торговцем льном Генри Джеймсом Кэмпбеллом. Первоначально колледж представлял собой интернат, но с 1970-х годов стал заведением с преимущественно дневной формой обучения, в 2009 году из 879 учащихся только 85 (менее 10 %) постоянно жили в колледже. Приём учащихся осуществляется на основе отбора по показателям успеваемости. До 2006 года на обучение принимали только мальчиков с 11 лет, но после закрытия подготовительного отделения колледжа — Cabin Hill, производится приём мальчиков и девочек во возрасте от 4 лет в детский сад, расположенный на территории колледжа. Девиз колледжа — лат. Ne Obliviscaris («Не забудьте»).
В 1935 году боевик Ирландской республиканской армии Джимми Стил осуществил нападение на колледж, стремясь завладеть оружием офицеров-преподавателей. Королевская полиция Ольстера была предупреждена о нападении, и боевик не сумел выполнить задуманное. В ходе перестрелки у ворот домика на Хоторнден роуд констебль Ян Хей получил пять огнестрельных ранений, но выжил. В 1936 году Д.Стил и трое других боевиков ИРА были захвачены, осуждены и заключены в тюрьму тюрьму Крамлин роуд.
134 выпускника колледжа погибли на полях первой мировой войны. Во время второй мировой войны здание колледжа было занято военным ведомством под госпиталь, а учащиеся перемещены в город Портраш, графство Антрим. В Центральном зале (англ. Central Hall) колледжа установлены памятники выпускникам — участникам обеих мировых войн.
Среди учащихся Кэмпбелл колледжа был будущий писатель Клайв Льюис, который посещал колледж в течение двух месяцев, но из-за серьезного заболевания лёгких был отправлен в Мелверн-колледж в Вустершире. Некоторые источники утверждают, что газовый фонарь на столбе на школьном стадионе упомянут в книге Льюиса «Лев, колдунья и платяной шкаф». Согласно другим источникам, на описание фонарного столба Льюиса вдохновил фонарный столб в парке деревни Кроуфордсбёрн.
Несколько выпускников Кэмпбелл колледжа сделали карьеру в кино. Среди них — Уильям Маккитти (Гибель «Титаника»), Эндрю Итон (Похититель трупов), Ник Хэмм (Яма), Дуди Эпплтон (Самый плодовитый человек в Ирландии) и Марк Хэффем (Спасти рядового Райана). Композитор Дэвид Катервуд в настоящее время является преподавателем музыки в Кэмпбелл колледже.

## Здания колледжа
В настоящее время существует семь зданий (домов), принадлежащих колледжу, имеющих собственные цвета:
- Alden's (темно-зеленый)
- Allison's (светло-зеленый, ранее коричневый)
- Davis's (жёлтый)
- Dobbin's (светло-синий)
- Price's (темно-синий)
- School House (чёрный)
- Yates's (красный)

В прошлом колледжу принадлежали другие дома:
- Armour's (серый)
- Bowen's (бордовый)
- Lytle's (темно-зеленый)
- Netherleigh (Junior House) (светло-синий)
- Norwood (Junior House) (темно-зеленый)
- Ormiston (Junior House) (тёмно-синий)
- Tweskard (Junior House) (красный)
- Chase's (оранжевый)

В каждом из домов имеется «хозяин», отвечавющий за управление домом и осуществляющий надзор за «репетиторами». Кроме этого в доме имеется «глава дома», назначающийся из студентов.

## Униформа
Внешнему виду мальчиков придаётся большое значение. Они должны аккуратно выглядеть в фирменной школьной одежде цвета из комбинации чёрного, белого и зелёного. Обычная школьная форма состоит из черного пиджака со значком, галстука (с цветом, представляющим дом), а также черных брюк, обуви и пуловера с V-образным вырезом. За особые заслуги разрешается ношение зеленого пиджака вместе с зелёным пуловером.

## Спорт
В Кэмпбелл колледже имеются различные спортивные сооружения, включая регбийное и футбольные поля, две хоккейных площадки, 25-метровый крытый стрелковый тир, четыре теннисных корта, площадки для сквоша, фитнес-зал и бассейн.
Его команда успешно выступает в регби, выиграв 23 раза Кубок школ Ольстера. Команда школы по стрельбе считается одной из лучших в Великобритании, стабильно выступая во всех крупных соревнованиях U19.